# Município de Andover (condado de Ashtabula, Ohio)
Localização do Ohio nos E.U.A.
O município de Andover (em inglês: Andover Township) é um município localizado no condado de Ashtabula no estado estadounidense de Ohio. No ano 2010 tinha uma população de 2753 habitantes e uma densidade populacional de 40,37 pessoas por km².

## Geografia
O município de Andover encontra-se localizado nas coordenadas 41° 36′ 27″ N, 80° 34′ 12″ O. Segundo a Departamento do Censo dos Estados Unidos, o município tem uma superfície total de 68.2 km², da qual 57,51 km² correspondem a terra firme e (15,68 %) 10,7 km² é água.

## Demografia
Segundo o censo de 2010, tinha 2753 pessoas residindo no município de Andover. A densidade de população era de 40,37 hab./km².